# Toledo (tiểu vùng)
Toledo là một tiểu vùng thuộc bang Paraná, Brasil. Tiều vùng này có diện tích 8806 km², dân số năm 2007 là 343592 người.